# تضيق القناة اللعابية
تضيق القناة اللعابية (بالإنجليزية: Salivary duct stricture أو salivary duct stenosis) هو ضيق القناة الخاصة بغدة لعابية كبيرة أو رئيسية.

## العلامات والأعراض
تضيق القناة اللعابية هو ثاني أكثر الأسباب شيوعًا لالتهاب الغدة اللعابية الانسدادي المزمن بعد حصوات الغدد اللعابية. قد يؤدي ضيق القناة اللعابية إلى "متلازمة وقت الطعام"، حيث يكون هناك ألم وتورم الغدة اللعابية المتضررة بحدوث تحفيز اللعاب برؤية الطعام وشم رائحته وتذوقه. في حالات أخرى يكون هناك ألم غير منتظم ومتقطع وتورم الغدة ويكون غير مرتبط بأوقات الطعام. عادة يوجد التورم عند الاستيقاظ أو قبل الوجبة الأولى في اليوم. بعد عدة ساعات، يقل التورم فجأة بعد اندفاع لعاب ذا طعم كريه. ضيق قناة الغدة اللعابية شائعة أكثر في نظام قناة الغدة النكفية بالمقارنة مع نظام قناة الغدة اللعابية تحت الفك.

## الأسباب
الاتهاب المزمن للنظام القنوي (التهاب الأقنية اللعابية) قد تسبب ضيق بعض المقاطع في القناة نتيجة للتليف. وقد تسبب التوسع في مقاطع أخرى.
يتراكم اللعاب ويركد ويكون سدادة مخاطية خلف التضيق خلال النوم عندما ينخفض إنتاج اللعاب من الغدد النكفية. ثم عند تحفيز الإفراز اللعابي تلتصق السدادة المخاطية بالتضيق. تراكم اللعاب خلف الانسداد يسبب التورم. وزيادة الضغط داخل الغدة يسبب الألم عندما تزاح السدادة المخاطية، يفرز اللعاب المتكون ويهدأ ويقل التورم.

## التشخيص
يتم تشخيص التضيق اعتمادًا على صعوبة الإدخال والتحكم خلال تنظير الغدد اللعابية (sialendoscopy)، أو بتصوير الأقنية اللعابية (sialography) أو بالموجات فوق الصوتية.

## العلاج
يتم العلاج بالتوسع من خلال المنظار، إذا فشلت هذه الطريقة يتم التدخل جراحًا.

## علم الأوبئة
في تقرير واحد حوالي 20% من الأشخاص لديهم متلازمة وقت الطعام يعانون من التضيق والذي يظهر بتصوير الأقنية اللعابية. لأسباب غير معروفة يظهر تضيق القنوات اللعابية أكثر عند النساء.